# 亞馬遜河線紋陶鯰
亞馬遜河線紋陶鯰為輻鰭魚綱鯰形目鼬鯰科的其中一種，為熱帶淡水魚，分布於南美洲亞馬遜河流域，體長可達13公分，棲息在底層水域，生活習性不明。

## 扩展阅读
維基物種上的相關：亞馬遜河線紋陶鯰